# ديف مكاي (لاعب كرة قاعدة)
ديف مكاي (بالإنجليزية: Dave McKay)‏ هو لاعب كرة قاعدة أمريكي، ولد في 14 مارس 1950 في فانكوفر في كندا.

## وصلات خارجية
- ديف مكاي على موقع دوري كرة القاعدة الرئيسي (الإنجليزية)
- ديف مكاي على موقعبيزبول رفرنس.كوم (الدوري الرئيسي) (الإنجليزية)
- ديف مكاي على موقعبيزبول رفرنس.كوم (الدوري الثانوي) (الإنجليزية)
- ديف مكاي على موقع إي إس بي إن.كوم (أم.أل.بي) (الإنجليزية)
- ديف مكاي على موقع مشجعي الرسوم البيانية (الإنجليزية)